# Camallanida
Ordre
Les Camallanida sont un ordre de nématodes (les nématodes sont un embranchement de vers non segmentés, recouverts d'une épaisse cuticule et mènant une vie libre ou parasitaire). Selon l'IRMNG (23 mai 2021), Camallanida est synonyme de Spirurida.

## Liste des familles
Selon GBIF (23 mai 2021) :
- Camallanidae
- Micropleudidae
- Philometridae